# Kungota
Kungota (tyska: Sankt Kunigundär en kommun belägen i nordöstra Slovenien med 4 702 invånare.
Renässansslottet
Svečinski Grad från år 1692 ligger i kommunen.

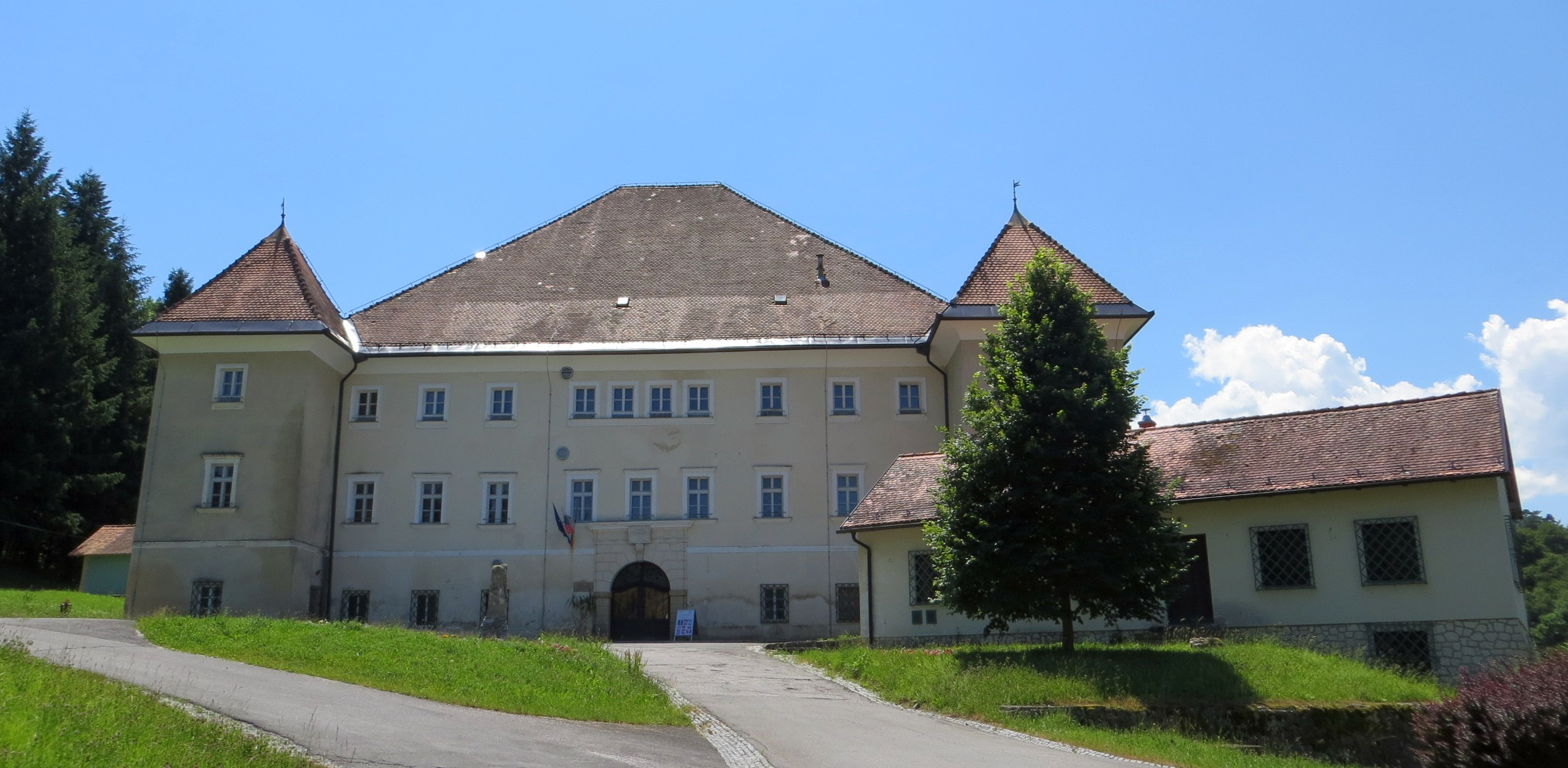
Svečinski Grad